# レーレンシュタインスフェルト
レーレンシュタインスフェルト (ドイツ語: Lehrensteinsfeld) は、ドイツ連邦共和国バーデン＝ヴュルテンベルク州ハイルブロン郡に属す町村（以下、本項では便宜上「町」と記述する）。この町は、シュトゥットガルト大都市圏の周縁部にあたる。

## 地理

### 位置
レーレンシュタインスフェルトは、ハイルブロン郡東部、ズルム川の支流であるエルバッハ川沿いに位置する。

### 隣接する市町村
レーレンシュタインスフェルトに隣接する市町村は、南西から時計回りに、ハイルブロン（郡独立市）、ヴァインスベルク、エルホーフェン、オーバーズルム、レーヴェンシュタイン、ウンターグルッペンバッハである。ハイルブロン市以外はすべてハイルブロン郡に属す。レーレンシュタインスフェルトは、エーバーシュタット、エルホーフェン、ヴァインスベルクと共に、ヴァインスベルクに本部を置く自治体行政連合「ラウム・ヴァインスベルク」を構成する。

## 歴史
この町は、レーレン地区が1257年、シュタインスフェルト地区が1384年に、文献上初めて言及されている。どちらの集落もこの頃にはすでに共同で村を形成していた。14世紀にはヴァインスベルク家の所領となったが、その一部の土地や権利は、貴族一門のヴァイラー家にレーエンとして与えられた。その他の近隣貴族、たとえばミヒェルフェルト家やゲミンゲン家にもいくつかの権利がレーエンとして与えられた。ヴァインスベルク家の断絶後、この村はプファルツ選帝侯領となったが、レーエンの比率はそのまま据え置かれた。16世紀には、ヴュルテンベルク家に移されたが、この時もゲミンゲン家の有していた権利はそのまま引き継がれた。ゲミンゲン家は、その所領や村における権利を、買い足すことで拡充していった。しかし、所領は相続を重ねるにつれ寸断され、効率が悪いものになっていった。そこで1649年に、婚姻を通じてゲミンゲン家の近親者となっていた元帥ルートヴィヒ・フォン・シュミットベルクは、城やレーレンおよびシュタインスフェルトの村を買い上げた。シュミットベルクは、レーレンシュタインスフェルトを独立した騎士領として拡充しようと試みた。この村における彼の裁判権は、1650年および1659年に、時の皇帝フェルディナント2世およびレオポルト1世によって認可された。村における権利は、1652年に初めて記録され、1731年に最終的に確定された。シュミットベルクの後継者はレーレンシュタインスフェルトを1788年までその所領としていたが、この都市に土地とすべての権利をゲミンゲン家に再び売却して手放した。1805年にこの村はヴュルテンベルク家に渡り、オーバーアムト・ヴァインスベルクに組み込まれた。これにより騎士領としての諸権利は効力を失った。土地は、1823年にゲーラー・フォン・ラーフェンスブルクに、1856年にはホーエンローエ＝ヴァルテンシュタイン家の所領となった。オーバーアムト・ヴァインスベルクの廃止後、1926年にレーレンシュタインスフェルトはオーバーアムト・ハイルブロン、すなわち後のハイルブロン郡に編入された。

### 宗教
1903年頃に建造されたキリスト教会を中心とするレーレンシュタインスフェルトのプロテスタント教会組織は、約1,200人の信者が属している（2002年現在）。約400人のカトリック信者は、ヴィンメンタールのカトリック教会組織に属す。ただし、1979年にレーレンシュタインスフェルト町内にカトリックのラウレンティウス教会が建てられた。
かつては、レーレンシュタインスフェルトにもユダヤ教組織があった。このユダヤ教組織は、17世紀のゲンミンゲン家が領主であった時代に成立した。1850年頃には、ユダヤ人が全住民の1/3を占めるまでになり、1832年からはラビが駐在した。17世紀に建てられたシナゴーグは、1938年に売却され、その跡が遺されている。

## 行政

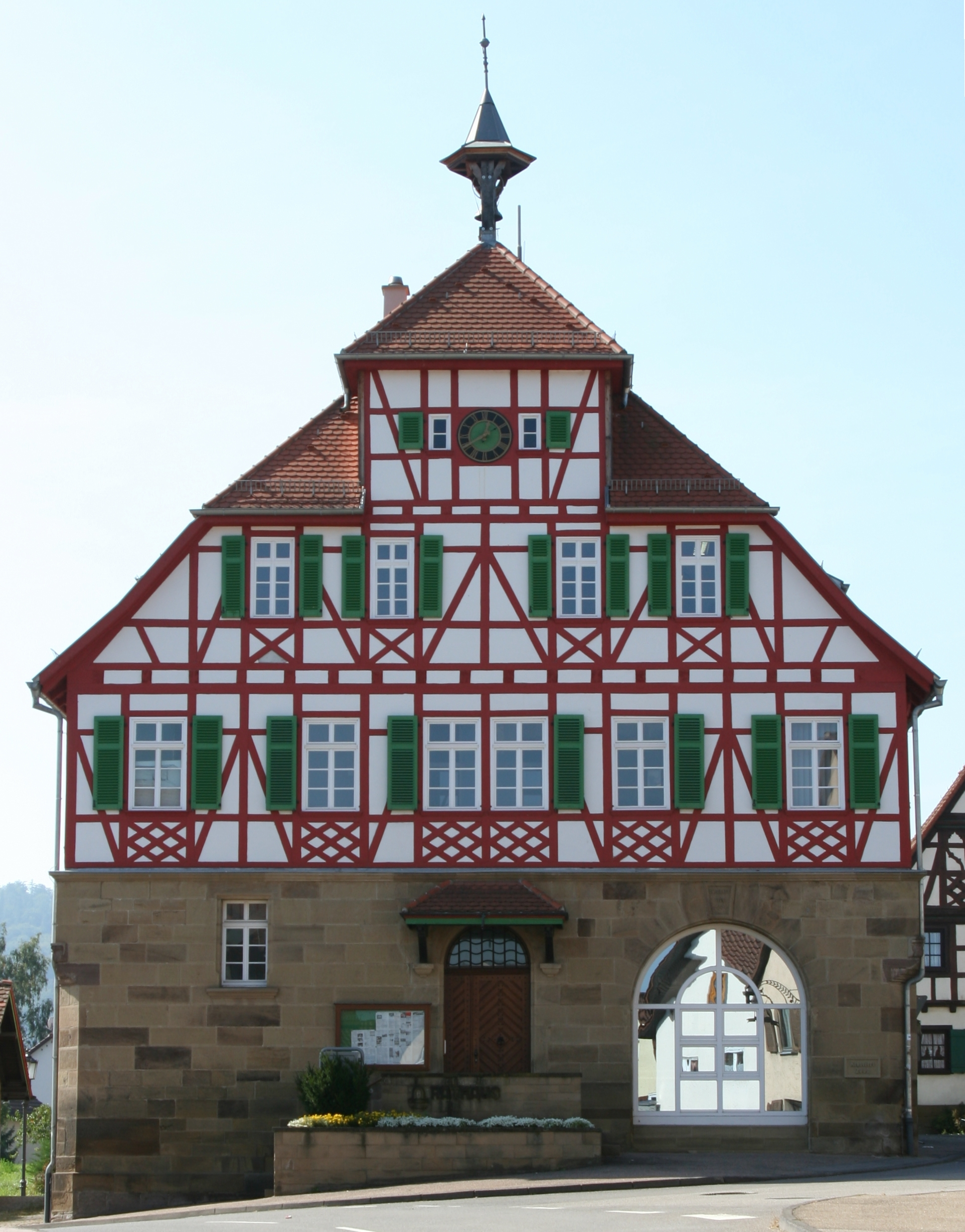
レーレンシュタインスフェルトの町役場

### 議会
レーレンシュタインスフェルトの議会は、10議席からなる。議会には、この他に議長を務める首長が加わる。

### 紋章と旗
図柄: 青地で、２本の金の波帯の上に金の蹄鉄。旗は、金 - 青である。
田舎風のシンボルである蹄鉄は、レーレンシュタインスフェルトの町を表している。このデザインは古い境界石に見られ、19世紀の終わり頃から町の印章にも登場する。波帯は、1649年から1778年までレーレンシュタインスフェルトを治めたシュミットベルク家を連想させるものである。現在の紋章は1959年に採択され、1959年8月18日に町の旗と共にバーデン＝ヴュルテンベルク州内務省の認可を得た。

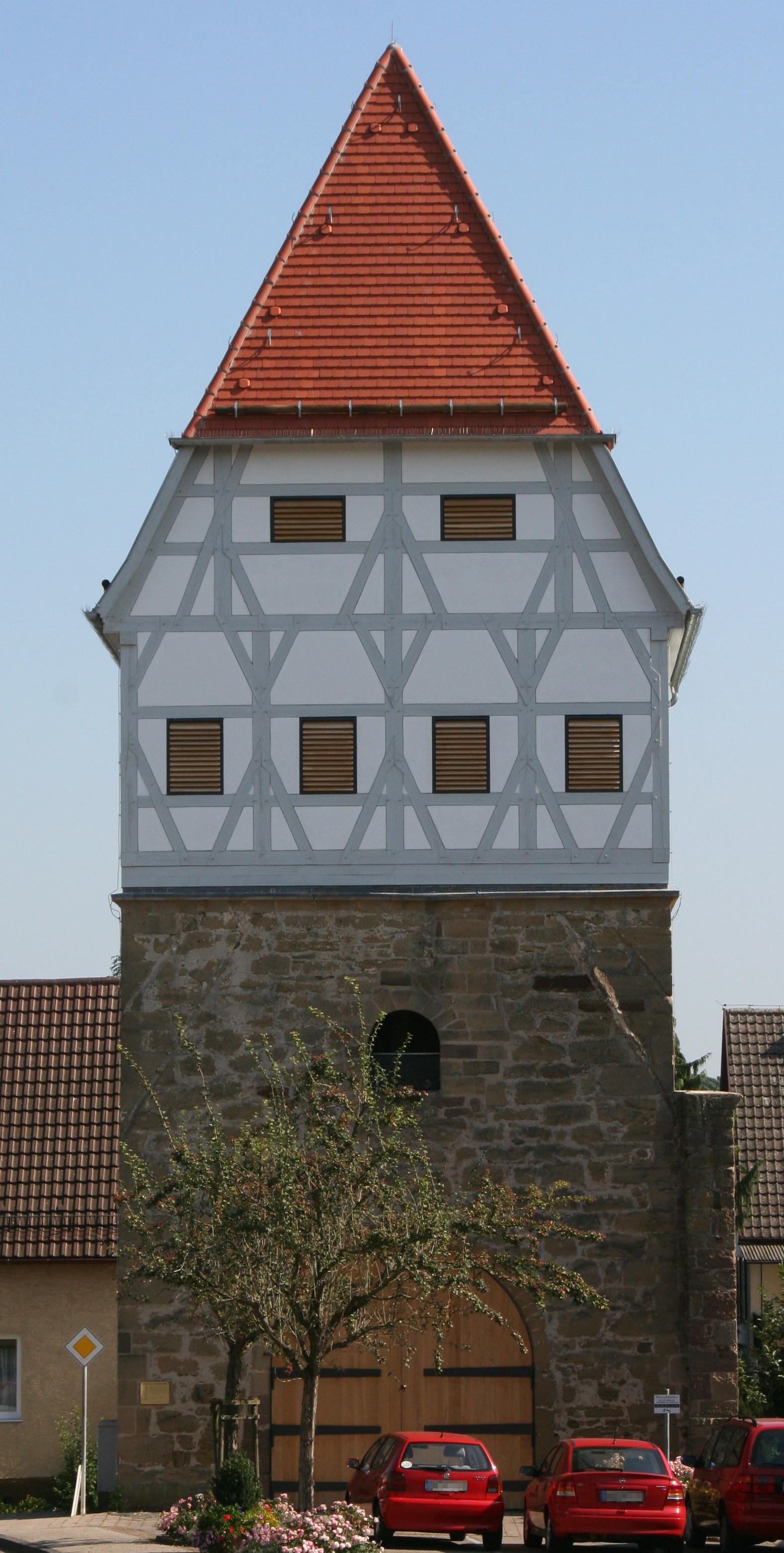
防衛塔

## 文化と見所

### 建築
- レーレンシュタインスフェルトの象徴的建造物は、1466年に建てられた防衛塔である。この塔は、かつてはラウレンティウス教会の塔であった。教会堂は1969年に取り壊された。塔の上層の木組み建築は、1998年に老朽化により撤去され、2005年から2006年に新しい外観の建物が再建された。
- レーレンシュタインスフェルト城（城館）は、中世の城砦の基礎を利用し、16世紀の中頃にその上にルネサンス様式で建造された。角塔と、丸天井の地下室は、古い城砦の時代にまで遡る。南のファサードは、1770年に擬古典様式で増築されたものである。北側は、オランジュリーのある、19世紀の庭園に面している。現在の所有者は、1887年に農場付きの邸宅としてこの城を購入した。
- プロテスタントのキリスト教会は、ハインリヒ・ドルメッチュの設計に基づき、1903年に建造されたネオロマネスク建築である。バロック様式の磔刑像と1759年作の洗礼盤は解体された古いラウレンティウス教会から引き継がれたものである。
- カトリックのラウレンティウス教会は、約30年間仮堂で我慢した後、1979年にフーゴ・バウムの設計に基づいて完成した。
- 木組み建築の町役場は、16世紀に原型が造られ、1906年に現在の形になった。

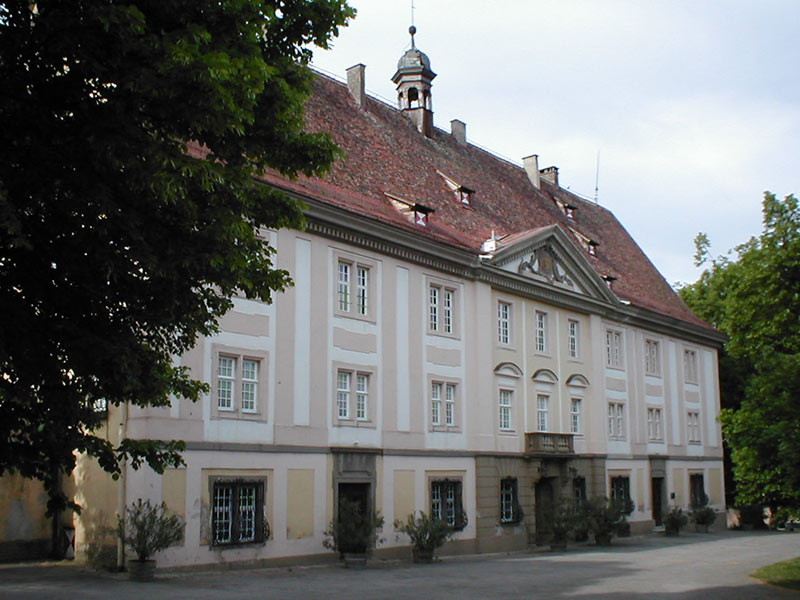
レーレンシュタインスフェルト城
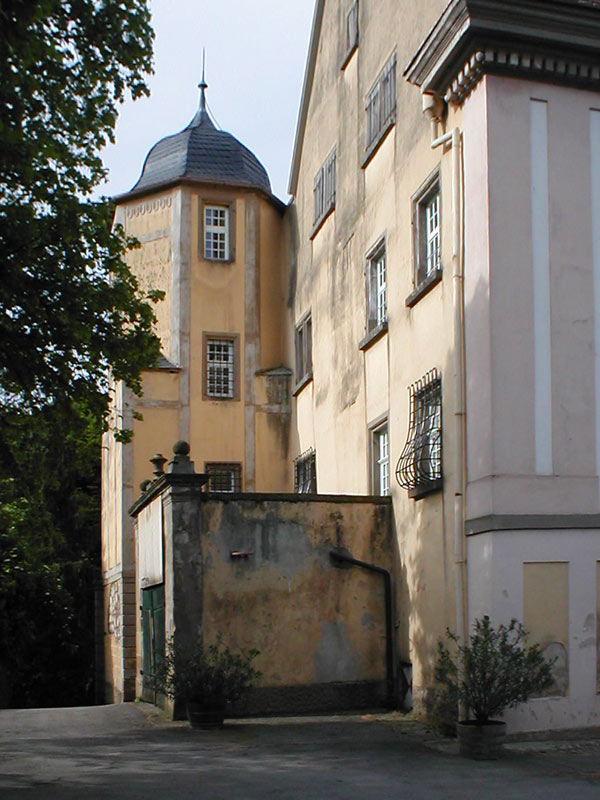
中世後期の城の塔
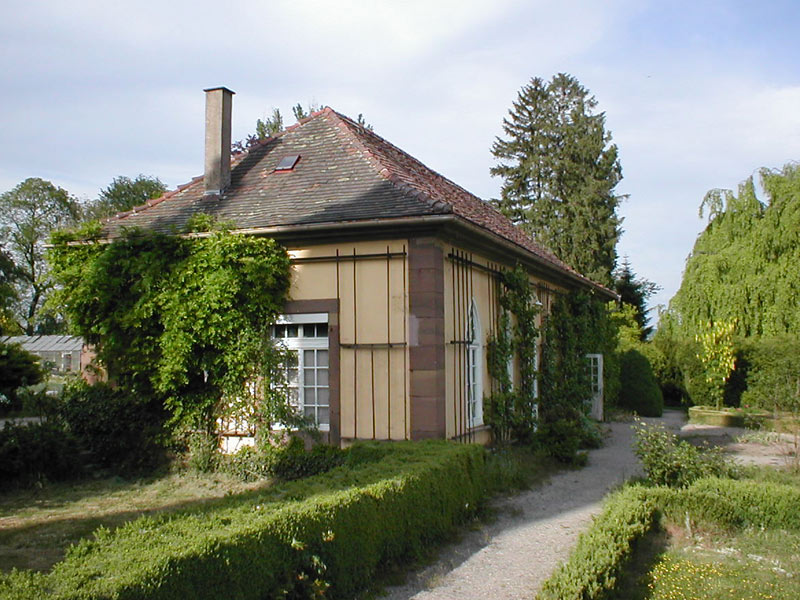
城址公園のオランジュリー
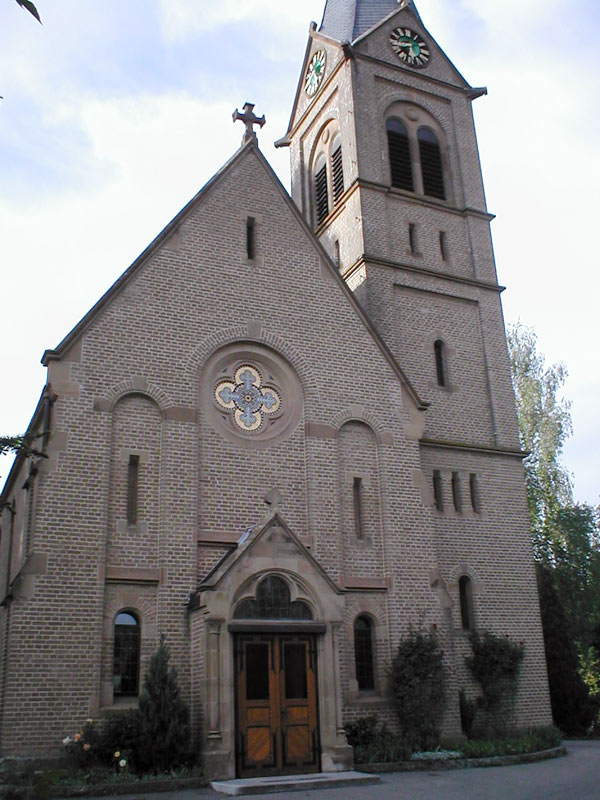
キリスト教会

## 経済と社会資本
レーレンシュタインスフェルトは、ヴュルテンベルク・ワイン産地のうち、ヴュルテンベルク・ウンターラント地方ザルツベルク大地区に属すワイン町である。

### 交通
この町はアウトバーン A81号線ヴァインスベルク／エルホーフェン・インターチェンジ沿いに位置する。最寄り駅は、隣町のエルホーフェンにあるホーエンローエ鉄道の駅である。

### 地元企業
この町の経済基盤は、ブドウ畑である。1904年に結成されたワイン生産業者組合と小さなワイン製造所がある。栽培されているブドウの品種は、主にリースリング種であるが、ミュラー・トゥルガウ種、シュペートブルグンダー種、シュヴァルツリースリング種、あるいはその他の品種も栽培されている。この町で最大の雇用主は、1949年創立、従業員140人（2007年8月現在）の 自動車・農業機械製造下請け業者の Hermann Schweikert GmbHである。この他には、機械製造業者やブリキ加工業者がある。

### メディア
レーレンシュタインスフェルトでの出来事は、日刊紙 Heilbronner Stimmeのヴァインスベルガー・タール版 (WT) に掲載される。